# Poecilimon bosphoricus
Poecilimon bosphoricus är en insektsart som beskrevs av Brunner von Wattenwyl 1878. Poecilimon bosphoricus ingår i släktet Poecilimon och familjen vårtbitare. Inga underarter finns listade i Catalogue of Life.